# Stephan IX.
Stephan IX. (X.), zuvor Friedrich von Montecassino OSB, ursprünglich Friedrich von Lothringen (* um 1020 in Lothringen; † 29. März 1058 in Florenz), amtierte von 3. August 1057 bis zu seinem Tode als Papst. Er gilt aufgrund seiner Herkunft als „deutscher Papst“.

## Leben
Vater von Friedrich war Gozelo I., Herzog von Niederlothringen.
Friedrich von Lothringen wurde von Leo IX. im Jahr 1050 nach Rom geholt und mit wichtigen Funktionen betraut. So hatte er die Ämter eines Kanzlers und Bibliothekars der römischen Kirche (seit 9. März 1051), eines Kardinaldiakons von Santa Maria in Domnica (seit 1049) und des Kardinalpresbyters von San Crisogono (seit 14. Juni 1057) bekleidet. Zu Beginn des morgenländischen Schismas war Friedrich Abt von Montecassino. Das Abbatiat behielt er auch während seines Pontifikats bei.
Auch wenn seine Erhebung zum Papst – die Inthronisation erfolgte am 3. August 1057 – zunächst ohne Zustimmung der weltlichen Machthaber im Reich erfolgte, akzeptierte Kaiserin Agnes schließlich das Ergebnis der Wahl. Friedrich von Montecassino wählte den Papstnamen Stephan IX.
In seinem kurzen Pontifikat setzte Stephan sich dem Vorbild seines Förderers Leo IX. folgend für die innerkirchliche Reform ein, insbesondere den Zölibat der Kleriker und das streng ausgelegte Verbot der Simonie.
Er starb 1058 in Florenz während der Planung eines Feldzugs gegen die Normannen. Beigesetzt wurde er im dortigen Dom Santa Reparata, der später durch den heutigen Dom Santa Maria del Fiore überbaut wurde.
Auf dem Totenbett soll er noch bestimmt haben, dass mit der Wahl seines Nachfolgers erst begonnen werden solle, wenn Hildebrand, der spätere Papst Gregor VII., von seiner Reise nach Deutschland zurück sei.

## Zählung
In einer alternativen Zählung wird der zum Papst gewählte, aber noch vor seiner Bischofsweihe verstorbene Priester Stephan (II.) als Papst anerkannt. In Folge werden alle weiteren Päpste dieses Namens mit einer höheren Nummer gezählt, also Stephan IX. als Stephan X. – in Fachliteratur wird zur Vermeidung von Missverständnissen oft die Schreibweise Stephan IX. (X.) verwendet.